# Via Saraceno
Via Saraceno, con via Mazzini e via Garibaldi, è parte di quella che un tempo fu via dei Sabbioni ed è una delle principali vie del centro di Ferrara.

## Storia
Via Saraceno è la parte più orientale della vecchia via dei Sabbioni. Quell'antica strada, nel periodo della sua massima estensione con tale nome, partiva nella zona a sud est, dove esisteva il Castello dei Curtensi (ancora oggi incrocia Via Porta San Pietro, strada centrale del Castrum bizantino) per arrivare sino a Castel Tedaldo, all'altro estremo occidentale della città.
Sino al XIII secolo fu la via più a nord della cinta muraria cittadina, ed in seguito divenne asse fondamentale del nucleo medievale.

### Piccole deviazioni da Via Saraceno
Da via Saraceno si diramano vie storiche che costituivano il centro medioevale della città. Tra le più interessanti: via Cammello, via delle Vecchie, via Borgo di Sotto (già via della Morte) e via Belfiore,

### Origini del nome

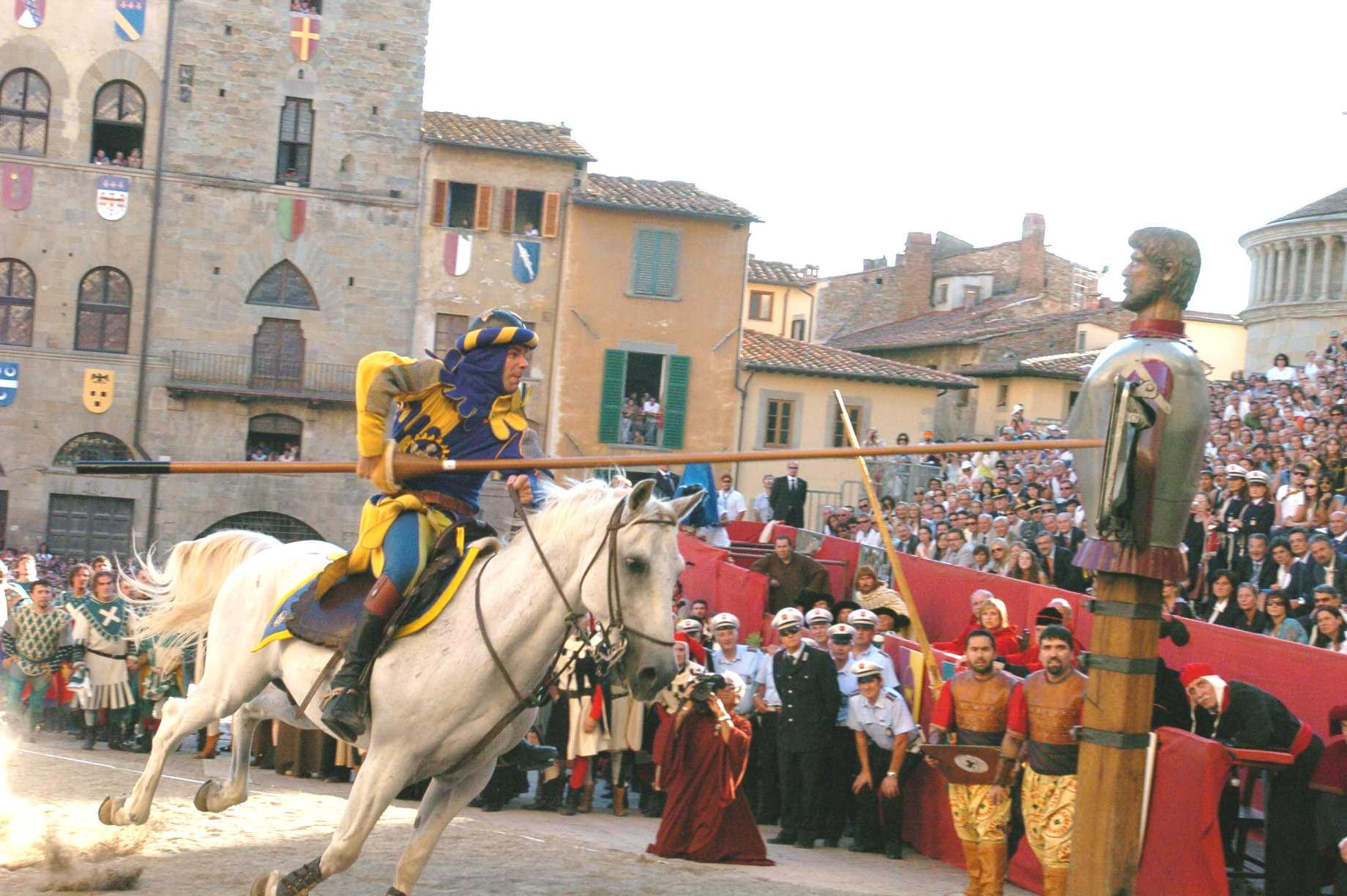
Giostra del Saracino di Arezzo, probabilmente simile alle corse che si svolgevano a Ferrara in via Saraceno.

Il nome di via dei Sabbioni sembra derivare dalla sabbia usata per rendere la strada più facilmente percorribile durante i periodi di pioggia. Un'altra possibilità è che questo nome prenda origine dall'abitudine di coprirla di sabbia in occasione dei giochi pubblici che periodicamente vi si svolgevano.

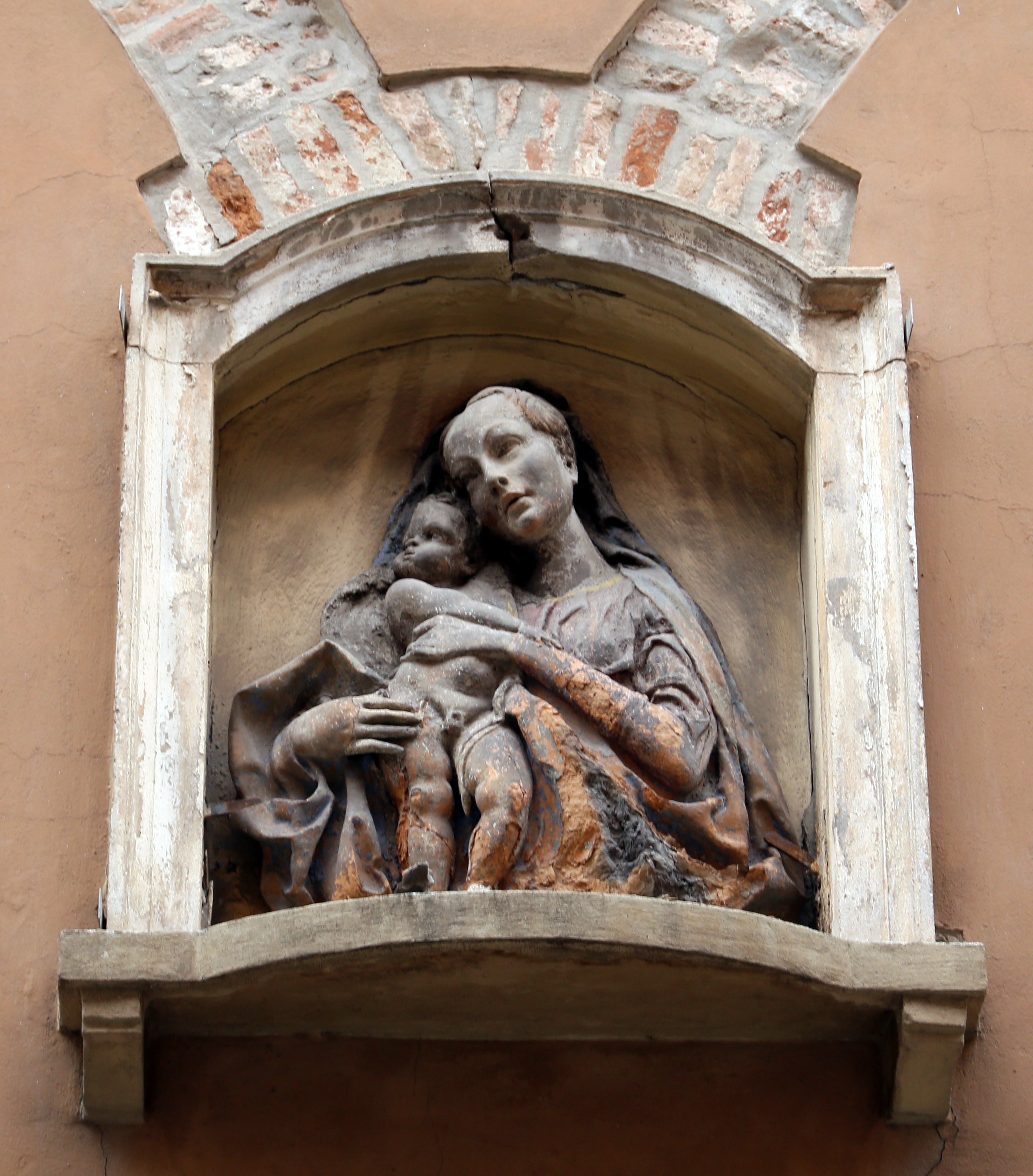
Madonna con Bambino, in via Saraceno, 7 e 9. Immagine di Sailko

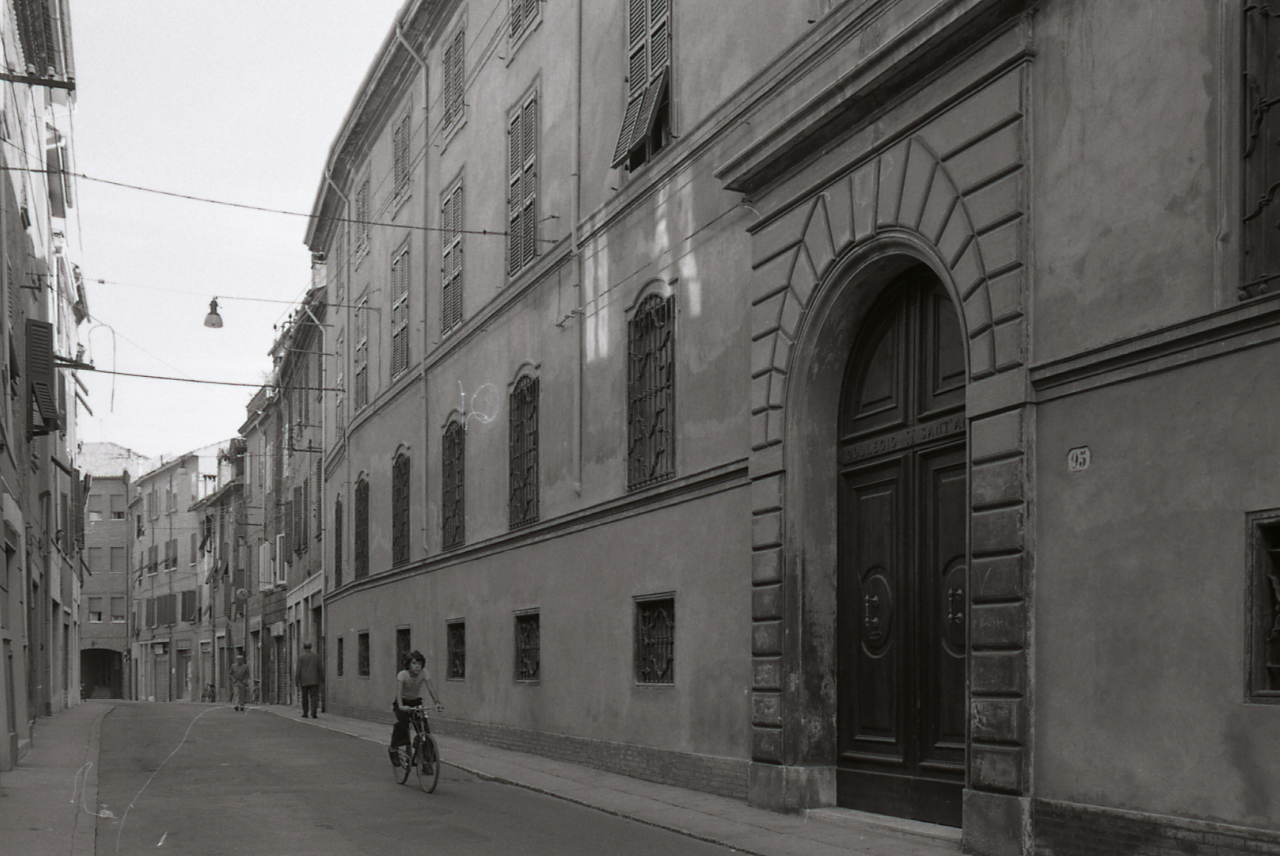
Palazzo Obizzi in via Saraceno 95. Immagine del 1974 di Paolo Monti.

Via Saraceno sembra invece essersi originato non per la presenza di un negozio con un'insegna che rappresentava un saraceno e neppure per il fatto che nella via avessero loro abitazioni appartenenti all'importante famiglia Saraceni quanto piuttosto per l'abitudine di disputarvi, in passato, le Corse al saracino. Durante tali gare i cavalieri che si affrontavano dovevano colpire con la lancia un guerriero saraceno di legno. 
Questi nomi simili nella loro genesi (sabbioni e saraceno), sono legati ad un periodo storico particolare, legato ai frequenti tornei che in tutta la città di Ferrara si disputavano al tempo degli Estensi, cioè sino alla fine del XVI secolo.

## Luoghi di interesse e curiosità
- Sulla facciata del palazzo ai civici 7 e 9 è presente una piccola edicola raffigurante Maria col Bambino. L'opera, che risale al XVI secolo, è in cotto.
- Sulla via si affaccia la chiesa di Sant'Antonio Abate (detto il Vecchio) chiamata anche chiesa del Saraceno, per distinguerla da Sant'Antonio in Polesine.[1]
- Al numero civico 95 si incontra Palazzo Obizzi, che un tempo aveva il suo ingresso principale in via della Paglia. Gli Obizzi furono molto legati alla casata estense.
- Nel 1943 in un tratto della via vennero girate alcune scene in esterni di Ossessione, film di Luchino Visconti con Clara Calamai, Massimo Girotti e diversi altri attori dell'epoca.[4]